# 藤岡俊介
藤岡 俊介（ふじおか しゅんすけ、1983年7月8日 - ）は、兵庫県出身の競艇選手。登録番号4278。身長166cm。血液型A型。94期。兵庫支部所属。同期に今井貴士、古賀繁輝、岡崎恭裕らがいる。

## 来歴
- やまと競艇学校時代、リーグ戦勝率4.67（準優出1　優出1）の成績を残した。
- 2004年5月16日、尼崎競艇場でデビュー（4着）。
- 2004年8月13日、尼崎競艇場での「楠公杯争奪第32回オール兵庫王座決定戦」4日目1Rで初勝利（37走目）。
- 2006年5月14日、丸亀競艇場での一般競走で初優出（4着）[1]。
- 2009年1月20日、琵琶湖競艇場での「G1第23回新鋭王座決定戦競走」にG1初出場（2着）。
- 2010年2月11日、宮島競艇場での「第2回イーバンク銀行杯プレミアムレース」で初優勝（優出7回目）。